# Orazio Mattei
Orazio Mattei (ur. w 1621 w Rzymie, zm. 18 stycznia 1688 tamże) – włoski kardynał.

## Życiorys
Urodził się w 1621 roku w Rzymie. Po studiach otrzymał doktorat utroque iure, a następnie został audytorem Roty Rzymskiej i prefektem Pałacu Apostolskiego. 17 czerwca 1675 roku został tytularnym arcybiskupem Damaszku. Jednocześnie został asystentem tronu Papieskiego i kanonikiem bazyliki liberiańskiej. 2 września 1686 roku został kreowany kardynałem prezbiterem i otrzymał kościół tytularny San Lorenzo in Panisperna. Zmarł 18 stycznia 1688 roku w Rzymie.